# Taranis panope
Taranis panope é uma espécie de gastrópode do gênero Taranis, pertencente a família Raphitomidae.